# 林煥彰
林煥彰（1939年8月16日—），台灣宜蘭縣礁溪鄉人，兒童文學作家、詩人，筆名牧雲、多佛、方克白等。著作有詩、兒童文學、散文、史料、評論等，作品曾被譯成多國語言。重要著作有《牧雲初集》、《公路邊的樹》、《斑鳩與陷阱》、《歷程》、《童年的夢》、《妹妹的紅雨鞋》、《我愛青蛙呱呱呱》等，另編有《近三十年新詩書目》、《中國新詩集編目》。曾獲全國優秀青年詩人獎、中國文藝協會文藝獎章、中山文藝獎之兒童文學類、洪建全兒童文學獎、澳洲詩學會建國二百周年詩獎章等。

## 生平及創作經歷
林煥彰1953年自礁溪國小畢業後，到基隆某肉類食品加工店當學徒，後進入台灣肥料公司南港廠當宿舍清潔工，一年後轉往該廠檢驗股擔任煤焦檢驗工。於工作期間，林煥彰參加函授學校，分別是李宗吾的「中國地方自治」函授學校及陳健夫創辦的「新儒學院」函授學校，修習刑法、憲法等課程。同時接觸到《新新文藝》月刊，認識了新詩、散文與短篇小說，影響林煥彰甚鉅，進而成為他日後開始創作的契機。
1961年林煥彰入伍期間，參加馮放民創辦的「中國文藝函授學校軍中文藝班」詩歌組，開始學習新詩的創作。退伍後繼續參加中國文藝協會「第二期文藝研究班」詩歌組研習，結識了紀弦、鄭愁予、瘂弦等人。至1965年經同樣在台灣肥料公司第六廠服務的李魁賢引介，林煥彰加入「笠詩社」，並成為編輯委員。
1964年林煥彰首次投稿，短詩〈雲〉刊載於《葡萄園詩刊》第四期，此後每期《葡萄園詩刊》都可見林煥彰的作品。與藍雲、沙牧、管管、周夢蝶等詩人交好，彼此討論、指點作品。
1966年開始編輯第一本詩集《牧雲初集》，同年並獲頒中國詩人聯誼會「中國優秀青年詩人獎」，首部詩集於隔年出版；1969年出版第二本詩集《斑鳩與陷阱》，1970年獲中國文藝協會文藝獎章，奠定林煥彰於詩壇的穩固地位。創作穩定且多產，著作達80餘種，涵蓋現代詩、兒童詩、圖畫書、論述、散文、畫冊等各式文類。部分作品編入兩岸四地及新加坡中小學語文課本。
林煥彰對於尤其是兒童文學致力不輟；1974年開始嘗試兒童詩創作，參加洪建全兒童文學創作獎，1978年林煥彰以《童年的夢》與《妹妹的紅舞鞋》兩部童詩作品，獲得中山文藝獎兒童文學類，成為該獎項首位兒童文學類的得獎者，此後林煥彰更積極投入兒童文學之中。於文藝活動方面，1971年與辛牧、施善繼、陳芳明、蕭蕭、蘇紹連等成立「龍族詩社」，出版《龍族月刊》，後陸續任《全國兒童周刊》、《亞洲華文作家雜誌》、《布榖鳥兒童詩學季刊》總編輯、聯合報系泰國印尼《世界日報》副刊主編，1991年獨立創辦《兒童文學家季刊》。籌組過中華民國兒童文學學會、大陸兒童文學研究會。曾擔任1992年中國海峽兩岸兒童文學研究會首任理事長、世界華文兒童文學資料館首任館長、1999年8月擔任第五屆亞洲兒童文學大會執行長，在臺北召開大會，中華民國兒童文學學會理事長，亞洲兒童文學學會台北分會會長等。2008年任香港大學駐校作家。

## 作品

### 現代詩歌
- 《牧雲初集》（台北：笠詩社，1967）
- 《斑鳩與陷阱》（台北：田園出版社，1969）
- 《歷程》（台北：林白出版社，1972）
- 《公路邊的樹》（台北：布穀出版社，1983）
- 《現實的告白》（台北：布穀出版社，1985）
- 《無心論》（台北：文鏡文化事業公司，1985）
- 《飛翔之歌》（台北：幼獅文化，1987）
- 《愛情的流派及其他》（台北：石頭出版社，1991）
- 《人生禮物》（台北：國際少年村，1994）
- 《詩情友情》（宜蘭：宜蘭縣文化局，1995）
- 《臭腳丫的日記》（台北：富春文化，1998）
- 《詩‧60》（宜蘭：宜蘭縣文化局，2005）
- 《分享‧孤獨》（台北：唐山出版社，2007）
- 《翅膀的煩惱》（台北：爾雅出版社，2008）
- 《關於貓的詩(1)：貓，有不理你的美》（台北：秀威資訊科技，2011）
- 《關於貓的詩(2)：貓，有好玩的權利》（台北：秀威資訊科技，2011）
- 《物件‧物語－2011春季小詩抄》（台北，馬修手製，2011）
- 《臺灣，我的血點──林煥彰詩集》（台北：秀威資訊科技，2013）
- 《寫詩，折磨自己──林煥彰的異類詩觀．詩論》（臺北：秀威資訊科技，2013）
- 《林煥彰截句：截句111，不純為截句》（臺北：秀威資訊科技，2013）
- 《遇見心中的一條河》（宜蘭：宜蘭縣文化局，2014）
- 《山那邊》（宜蘭：宜蘭縣文化局，2014）
- 《吉羊．真心．祝福：林煥彰詩畫集》（臺北：釀出版，2015）
- 《千猴．沒大．沒小：林煥彰詩畫集》（臺北：釀出版，2016）
- 《先雞．漫啼．大吉：林煥彰詩畫集》（臺北：釀出版，2017）
- 《犬犬．謙謙．有禮：林煥彰詩畫集》（臺北：釀出版，2018）
- 《詩，花或其他 林煥彰小詩集》（宜蘭：宜蘭縣文化局，2018）
- 《活著，在這一年Staying Living and Lively, in This Year：林煥彰中英對照詩集》（臺北：釀出版，2018）
- 《圓圓．諸事．如意：林煥彰詩畫集》（臺北：釀出版，2019）
- 《鼠鼠．數數．看看：林煥彰詩畫集》（臺北：釀出版，2020）
- 《好牛．好年．好運：林煥彰詩畫集》（臺北：釀出版，2021）
- 《虎虎．虎年．有福：林煥彰詩畫集》（臺北：釀出版，2022）
- 《玉兔．金兔．銀兔：林煥彰詩畫集》（臺北：釀出版，2023）
- 《玉龍．祥龍．瑞龍：林煥彰詩畫集》（臺北：釀出版，2024）
- 《黃蛇．精靈．飛騰：林煥彰詩畫集》（臺北：釀出版，2025）

### 兒童文學
- 《童年的夢》（臺中：光啟出版社，1976）
- 《妹妹的紅雨鞋》（臺北：純文學出版社有限公司，1976）
- 《小河有一首歌》（臺北：漢京文化事業有限公司，1979）
- 《大便》
- 《牽著春天的手》（臺北：好兒童教育雜誌社，1982）
- 《大象和牠的小朋友》（臺北：好兒童教育雜誌社，1982）
- 《快樂是什麼》（臺北：晶音有限公司 1984）
- 《春天飛出來》（台北：臺灣省政府教育廳，1993）
- 《回去看童年》（臺北：國際少年村圖書出版社，1993）
- 《家是我放心的地方》（臺北：三民書局，1999）
- 《夢和誰玩》（臺北：小兵出版社，2007）
- 《花和蝴蝶》（臺北：聯合報股份有限公司民生報事業處，2007）
- 《飛 我一直想飛》（臺北：威秀資訊科技，2010）
- 《林煥彰話童年：來來來，來上學》（臺北：幼獅文化 ，2011）
- 《不人不類：面具之上．下》（臺北：秀威資訊 ，2012）
- 《大自然的心聲》（臺北：小魯文化，2013）
- 《童詩剪紙玩圈圈》（臺北：幼獅文化，2014）
- 《流浪的狗》（臺北：國語日報 ，2014）
- 《童詩動物遊樂園》（臺北：小魯文化，2016）
- 《紅色小火車》（臺北：小魯文化，2017）

### 外譯著作
- 《林煥彰詩選》 (中韓文對照／韓文譯者：金泰成)（首爾：漢聲文化研究所，1986）
- 《孤獨的時刻》 (中英泰文對照／英譯者：黃國彬／泰文譯者：張望)（台北：蘭亭出版社，1988）
- 《林煥彰短詩選》 (中英文對照／英文譯者：許志培)（香港：銀河出版社，2002）

### 論述
- 《善良的語言》（宜蘭：宜蘭縣文化局，1992）
- 《詩．評介和解說》（宜蘭：宜蘭縣文化局，1992）
- 《拿什麼給下一代》(宜蘭：宜蘭縣立文化中心，1998)
- 《童詩二十五講》(宜蘭：宜蘭縣政府文化局，2001)
- 《一個詩人的秘密》（臺北：民生報事業處，2005）
- 《童心‧夢想：兒童文學的想法》（臺北：秀威資訊 ，2014）

### 編著
- 《近三十年新詩書目》（臺北：書評書目社，1976）
- 《中國新詩集編目》（臺北：成文出版社，1976）
- 《童詩百首》（臺北：爾雅出版社，1980）
- 《聯副三十年文學大系-總目卷(上下卷)》（臺北：聯經出版公司，1982）
- 《聯副三十年文學大系-索引卷》（臺北：聯經出版公司，1982）

## 榮譽
中國詩人聯誼會優秀青年詩人獎（1966）
中國文藝協會文藝獎章（1970）
中山文藝獎兒童文學類（1978）
青年寫作協會青年文學獎（1984）
中興文藝獎章（1986）
中華兒童叢書金書獎（1986）
澳洲建國二百年紀念現代詩獎章（1988）
上海陳伯吹兒童文學獎（1989）
北京冰心兒童圖書新作獎（1994）
台灣兒童文選100選（2000）
2005年「好書大家讀」年度最佳少年兒童讀物獎（2005）
2007年「好書大家讀」年度最佳少年兒童讀物獎（2007）
香港大學中文學院、武漢大學文學院、徐州師範大學「中國新詩研究合作計畫」聯合頒贈「新詩創作終身成就獎」（2008）
北京冰心兒童圖書獎（2009）